# Berserc
Un berserc (en norrè, berserkr; sovint escrit amb l'anglicisme berserker) era un guerrer viking famós per ser valent, fort i molt coratjós. Dedicats al déu Odin, combatien en un estat de trànsit, la causa del qual va inspirar moltes teories. La seva sola presència atemoria igual els enemics i els companys de batalla.
Segons la tradició, combatien mig despullats, vestits de pell d'os, el que explica llur nom, en vell nòrdic bjǫrn serkr que significaria pell d'óssos. Altres autors dubten de l'etimologia bjǫrn (ós), i que seria una altra arrel *bar que significa «nu» o amb «armadura lleugera». Una pell d'os és feixuga i no gaire pràctica al combat. Eren enrabiats, insensibles al dolor, i escumejaven per la boca. Es llançaven al combat amb fúria cega, fins i tot sense armadura ni cap mena de protecció. Sigui que a l'origen han estat un grup de bandolers o un grup de guerrers de la infanteria del primer mil·lenni, els fets històrics s'han mesclat amb elements de la fe i mitologia nòrdiques, en la qual un guerrer coratjós i la metamorfosi són temes freqüents.
Morir heroicament en una batalla era una manera per fer-se elegir pels déus i ser portat al Valhal·la per les valquíries. Només els més fers obtenien aquest honor suprem. La mort se celebrava: l'heroi era conduït a una barca de fusta en la qual viatjaria cap al Valhal·la, s'alumava i es deixava córrer cremant, riu o mar avall. Segons la llegenda, l'esposa l'acompanyava i se suïcidava damunt el cos amb una espasa, per a arribar junts al Valhalla.
Van arribar a compondre una guàrdia personal al servei de diversos reis vikings. Eren marginats per la societat per considerar-se'ls bojos, i segons una llegenda que recorria eren licantrops, el que va motivar que se'ls temés més i se'ls reclogués, ja en la cristiandat, per considerar-los posseïts pel diable.

## Les hipòtesis farmacològiques
Es creu que la seva resistència i indiferència al dolor provenien del consum de substàncies psicotròpiques. Els primers suspectes van ser els fongs al·lucinògens (Psilocybe cubensis), o per la ingesta de pa o cervesa contaminats per Claviceps purpurea, un fong parasitari que es troba sovint al sègol, amb un alt contingut en compostos psicoactius com l'ergotamina i l'àcid lisèrgic, precursor de l'LSD.
Una altra hipòtesi és el consum de cervesa amb jusquiam negre (Hyoscyamus niger), planta al·lucinògena de la família de les solanàcies. La planta era coneguda i se'n van trobar en les tombes. H. niger produeix una sensació de gran lleugeresa, i com la belladona, causa fúria i violència, sovint acompanyades de riallades delirants. Amb sobredosi, els alcaloides d'aquesta planta són altament tòxics i poden ocasionar el coma o la mort.

## En les arts
- «L’edició Maximum de Berserk comptarà amb una versió en català».   Panini, 2023. Arxivat de l'original el 2023-12-28. [Consulta: 28 desembre 2023].